# Jean-Pierre Moussaron
Jean-Pierre Moussaron (* 1938; † 2. Oktober 2012 in Bordeaux) war ein französischer Hochschullehrer und Autor.

## Leben und Wirken
Jean-Pierre Moussaron war von 1989 bis 1995 Directeur de programme am Collège international de philosophie (CIPh). Unter der Patronage von Jacques Derrida, Michel Deguy und Philippe Lacoue-Labarthe baute er in Bordeaux  das Seminar Art et Représentation auf, bevor er Professor für französische Literatur an der Universität Michel de Montaigne Bordeaux III wurde. Als Autor beschäftigte sich Moussaron mit Lyrik, bildender Kunst, Film und Musik; er war langjähriger Mitarbeiter des Jazz Magazine und schrieb mehrere Werke über Jazz wie Feu le free? (1990) und L’Amour du jazz  (2009). Außerdem wirkte er bei verschiedenen Ausgaben des Dictionnaire du Jazz (bei Robert Laffont, 1988, 1994 und 2011) mit und gehörte der Redaktion der von Francis Hofstein gegründeten jährlich erscheinenden Zeitschrift L’art du jazz an.  
Jean-Pierre Moussaron starb nach längerer Krankheit Anfang Oktober 2012 im Alter von 74 Jahren.

## Veröffentlichungen (Auswahl)
- Alain Pujol, Jean-Pierre Moussaron, Alain Danvers und Anne-Marie Garat: Fous de Bassin. Saucats: Editions Vivisques, 1988
- Feu le free? et autres écrits sur le jazz. Paris, Belin, coll. L’Extrême contemporain, 1990
- La poésie comme avenir. Le Griffon d’argile, 1992
- Alain Lestié. Éditions de la Presqu'île, 1992
- Modernite esthetiques. A. Michel, 1994
- Limites des beaux-arts, Volume 1 - A defaut la litterature. Galilée, 1999
- Eric Benoit, Michel Braud, Jean-Pierre Moussaron, Isabelle Poulin und Dominique Rabaté: Modernités 15 : Écritures du ressassement. Bordeaux: Presses Universitaires de Bordeaux, 2001
- Limites des beaux-arts, Volume 2 - Art et philosophie. Galilée, 2002
- Why Not? Sur le cinéma américain. Pertuis, Rouge Profond, 2002, mit Jean-Baptiste Thoret
- L’Amour du jazz. Galilée, coll. Débats, 2009
- Les blessures du désir, Pulsions et Puissances en jazz. Alter Ego, 2012